# Bargengau

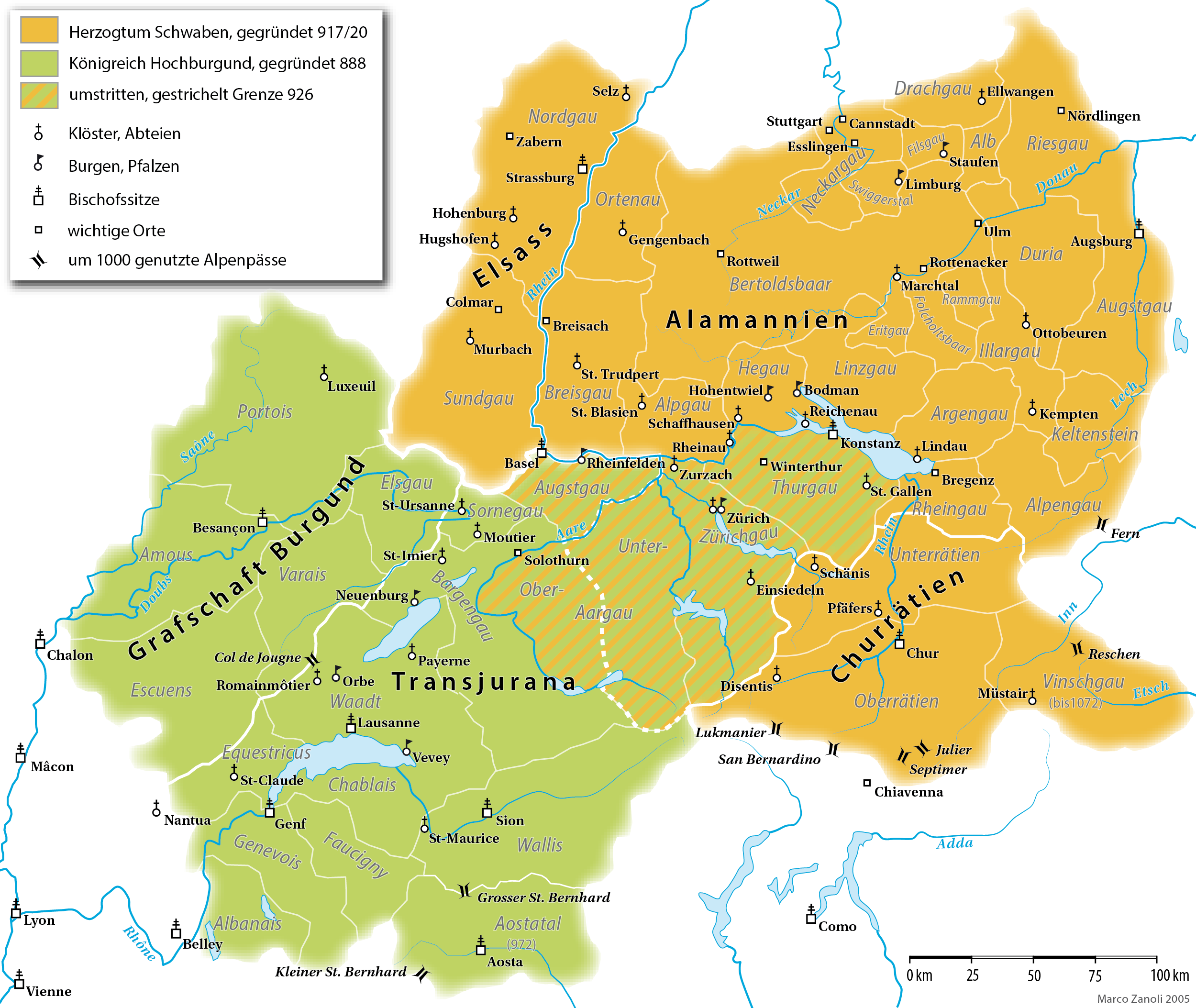
Schwaben och Burgund runt år 1000

Bargengau var ett grevskap i nuvarande Schweiz omnämnt mellan åren 965 och 1076. Området omfattade landet till vänster om Aare mellan Stockhorn och Jurabergen. Området ligger numera i Schweiz kantoner Bern och Solothurn. Namnet kan sammanhänga med orten Bargen nära nuvarande Aarberg. 

## Landgrevskapet Burgundia circa Ararim
På 1200-talet uppstod i samma område landgrevskapet Burgundia circa Ararim (Burgund bortom Aare) som i öster sträckte sig till bäcken Sigger, mellan Flumenthal och Attiswil.